# Manuel Suárez Castro
Manuel Suárez Castro (Orense, 6 de octubre de 1889 - Orense, 28 de julio de 1937) fue un político socialista español. Fue alcalde de Orense, su ciudad natal.
Cantero de profesión, destacado dirigente de la Unión General de Trabajadores en la provincia de Orense y militante del Partido Socialista Obrero Español, durante el primer bienio de la Segunda República fue teniente de alcalde y diputado provincial, para ser elegido alcalde en 1936. De orientación moderada, próximo a la línea de Indalecio Prieto, destacó por sus mejoras en la prestación de servicios del hospital provincial que ampliaron la gratuidad y calidad de la asistencia. En abril de 1936 fue elegido compromisario por la provincia de Orense para la elección del Presidente de la República.
Después del fracasado golpe de Estado que dio lugar a la Guerra Civil, pasó algunas semanas refugiado en casa de unos amigos hasta que fue detenido. Fue juzgado en consejo de guerra el 24 de marzo de 1937, al mismo tiempo que otros políticos y funcionarios de la provincia, siendo condenado a muerte y fusilado el 28 de julio de 1937.